# Isabelle Berro-Amadeï
Isabelle Berro-Amadeï är en monegaskisk domare och politiker som sedan 2022 är Monacos utrikesminister. Mellan januari och juli 2025 var hon tillförordnad statsminister.

## Biografi
Isabelle Berro-Amadeï är domare och tjänstgjorde mellan 2006 och 2015 vid Europadomstolen. Året därpå utsågs hon till Monacos ambassadör i Tyskland, Österrike och Polen. Hon är utbildad vid Université Côte-d'Azur (tidigare Université Nice Sophia Antipolis) och École nationale de la magistrature. Hon är gift och har ett barn.
Då den dåvarande statsministern Didier Guillaume på grund av sjukdom lades in på sjukhus i januari 2025 trädde Berro-Amadeï in i hans ställe. Guillaume avled den 17 januari och Berro-Amadeï valdes till hans ersättare på interimbasis. I juli 2025 efterträddes hon på posten av Christophe Mirmand.